# Manuel Peñalver
Manuel Peñalver Aniorte (ur. 10 grudnia 1998 w Torrevieja) – hiszpański kolarz szosowy.
Peñalver stawał na podium mistrzostw Hiszpanii w kolarstwie torowym.

## Osiągnięcia
Opracowano na podstawie:
2018
- 1. miejsce na 7. etapie Tour of China I

## Rankingi
| Rok             | 2018  | 2019  | 2020 | 2021 | 2022  | 2023  | 2024 |
| --------------- | ----- | ----- | ---- | ---- | ----- | ----- | ---- |
| World Ranking   | 1888. | 2595. | 873. | 563. | 1401. | 1230. | 775. |
| UCI Europe Tour | 2064. | 1642. | 693. | 450. | 953.  | -     | -    |
| UCI Asia Tour   | 342.  |       |      |      |       |       |      |
|                 |       |       |      |      |       |       |      |
| Źródło: UCI     |       |       |      |      |       |       |      |